# Керамейк
Керамейк (на гръцки: Κεραμεικός) е квартал на Древна Атина, днес археологически обект – некропол, както и район на съвременна Атина. Наречен е така заради общността от грънчари, които са обитавали този регион по течението на река Еридан, където добивали глина за занаята си. От друга страна, в древността се считало, че носи името си от хероса Керамос, син на Дионис и Ариадна. Дългите стени на Атина, издигнати в V в. пр. Хр. от Темистокъл, разделят мястото на две части – „отсам“ и „оттатък“ Керамейк.
Стената е имала две врати – Дипилон и Свещената порта, от които са тръгвали два от най-важните пътища за процесии в Древна Атина – Панатенейския път, водещ до Акропола, и Свещеният път, стигащ до Елевзина.
Извън стените на града, покрай тези два пътя е бил разположен некрополът на полиса, който е бил използван непрекъснато от ΙΧ в. пр. Хр. до късния Римски период.
Гръцкото археологическо дружество започва разкопки на местността през 1870 г. под ръководството на Стефанос Куманудис, които продължават повече от десетилетие със съдействието на германските археолози А. Брукнер и Ф. Ноак. През 1913 г. гръцкото правителство поверява археологическите проучвания на Германския археологически институт, който и до днес продължава да работи на обекта.

## Най-важни паметници
- Останки от Темистокловите Дълги стени – стените на Атина са построени през 478 г. пр. Хр. и пресичат Керамейк в посока север – юг.
- Дипилон – най-голямата и известна порта на Атина, също издигната през 478 г. пр. Хр. Тя е имала 2 покрити галерии, водещи към вътрешен двор, с 4 отбранителни кули в ъглите ѝ. От тази врата е започвала процесията по време на празника Панатенеи, най-популярния празник в Атина, и минавайки по Панатенейския път, е стигала до Акропола.
- Помпейон – широка постройка с перистил, служила за подготовка на празничните процесии. Там са съхранявани свещени предмети за Елевзинските мистерии. Датира се към V в. пр. Хр.
- Свещената порта е сред 2-те градски порти; построена е от Темистокъл през 478 г. пр. Хр. През нея влиза реката Еридан, както и Свещеният път, по който минава процесията на Елевзинските мистерии. Портата е била охранявана от 2 кули и имала двор, разделен на 2 части, през едната от които е протичала реката.
- Некрополът съдържа уникални паметници на гръцката погребална култура. Основно това са стели (надгробни плочи), доста характерни в Античността. Сред най-известните стели е тази на атинската гражданка Хегесо, дъщеря на Проксен, изобразена седяща на стол, а до нея е изправен млад роб.
- Мраморният бик в погребалния парцел на Колит – съхранява се на място.

Паметниците, намерени при проучванията на Керамейк, се пазят и са изложени е експозициите на музея в Керамейк и в Националния музей на Атина. Сред тях трябва да се отбележат Дипилонските вази, образец на геометричния стил. .